# Środowisko zewnętrzne
Środowisko zewnętrzne organizmu (fr. Milieu extérieur) – zewnętrzne lub fizyczne otoczenie organizmu, w tym środowisko społeczne, zwłaszcza dom, szkoła i warunki rekreacji, które odgrywają dominującą rolę w rozwoju osobowości.
W ujęciu cybernetycznym, traktującym organizm jako system (autonom), to otoczenie systemu, które poprzez wejścia oddziałuje na system a poprzez wyjścia podlega jego oddziaływaniom.